# Zevenhuizen-Moerkapelle
Zevenhuizen-Moerkapelle (uitspraakⓘ) was een gemeente in de Nederlandse provincie Zuid-Holland, met 10.552 inwoners (2010, bron: CBS) en een oppervlakte van 30,99 km² (waarvan 1,78 km² water).
Op 1 januari 2010 fuseerde Zevenhuizen-Moerkapelle met Moordrecht en Nieuwerkerk aan den IJssel tot de nieuwe gemeente Zuidplas.
De gemeente Zevenhuizen-Moerkapelle ontstond in 1991 door samenvoeging van de gemeenten Zevenhuizen en Moerkapelle onder de naam Moerhuizen. In 1993 werd de naam van de gemeente bij raadsbesluit vastgesteld op Zevenhuizen-Moerkapelle.
Volgens onderzoek van Cendris was deze gemeente de meest Oranjegezinde gemeente van Nederland.

## Zetelverdeling gemeenteraad
De zetelverdeling na de laatste gehouden verkiezingen in 2006 in de gemeenteraad van Zevenhuizen-Moerkappelle was:
- PvdA 3 zetels
- VVD 3 zetels
- CDA 3 zetels
- SGP 2 zetels
- Gemeentebelangen 2 zetels
- ChristenUnie 2 zetels

## Kernen
Zevenhuizen (gemeentehuis), Moerkapelle, de Vijfhuizen, Oud Verlaat en Hollevoeterbrug.

## Fusie
In 2006 heeft het gemeentebestuur besloten om te gaan fuseren met Nieuwerkerk aan den IJssel en Moordrecht. Dit in weerwil van de verkiezingsprogramma's van de meeste politieke partijen die tegen een fusie waren.
Op 1 januari 2010 is de gemeente Zuidplas ontstaan.